# Emma Dyke
Pour les articles homonymes, voir Emma et Dyke.
Emma Dyke, née le 30 juin 1995 à Invercargill, est une rameuse néo-zélandaise.

## Palmarès

### Championnats du monde
| Discipline | Aiguebelette 2015 France | Sarasota 2017 États-Unis | Ottensheim 2019 Autriche |
| ---------- | ------------------------ | ------------------------ | ------------------------ |
| Huit       | Argent                   | Bronze                   | Or                       |